# 三木均
三木 均（みき ひとし、1982年8月8日 - ）は、大阪府泉佐野市出身の元プロ野球選手（投手）。

## 経歴
飛翔館高校（現：近畿大学泉州高校）では3年夏は5回戦で今江敏晃らのいたPL学園に敗れる。八戸大学へ進学。同大学での1年先輩には川島亮と石川賢がいる。4年春にはエースとして大学選手権ベスト4、日米大学野球にも出場。2004年のドラフト会議において、読売ジャイアンツから自由獲得枠で指名を受け入団。
2005年4月21日の対阪神タイガース戦でプロ初登板。1年目から4試合に登板するが、勝ち負けはつかず。2006年に一軍登板はなく2007年に2年ぶりに一軍で登板したが結果は残せなかった。オフの11月2日に戦力外通告を受け11月30日に自由契約公示される。その後本人が巨人での現役続行を希望していたため育成選手として再契約に至った。11月から12月にかけて、深沢和帆とともにドミニカ共和国のウィンターリーグに派遣された。
2008年は育成選手として再起に励んでいたが、二軍の公式戦で5試合に登板したのみで、球団から2度目の戦力外通告を受け退団。その後12球団合同トライアウトに参加したが、元同僚の山本光将にホームランを打たれるなど納得のいく結果が残せず、他球団から声は掛からなかった（打撃投手としてのオファーは、巨人などからあった）。
2009年、鷺宮製作所に入社して同社硬式野球部に所属。同年夏の第80回都市対抗野球大会2回戦（初戦）の対Honda戦に先発するも、1回表にソロ本塁打、2本の二塁打（打者は長野久義と西郷泰之）、単打を打たれわずか8球で降板（失点3）。チームも初戦敗退となった。
2011年限りで同社を退職、翌2012年からは軟式野球に転向して大阪シティ信用金庫でプレーしている。

## 選手としての特徴
140km/h台後半の直球に多彩な変化球を持っており、ナックルボールの使い手であった。

## 人物
- 巨人から自由枠で入団したが、当初、巨人は大学No.1と目されていた明治大学の一場靖弘にこの枠を使う予定であった。しかし、その後に起きた一場事件における経緯で巨人が一場の指名を取り下げることになり、代わりに浮上したのが三木であった。裏金問題は後の多くのプロ志望アマチュア選手に大きな影響を与えることになるが、三木はそれを直接に受けた選手といえる。

- 2005年にチームが「僕を見てくれ」という有力選手のキャッチコピーをアピールするキャンペーンを行ったが、三木も新人ながら選ばれていた（キャッチコピーは「絶対に逃げない、三木均のハートを見てくれ」）であった。

- 巨人から戦力外通告を受けた時から鷺宮製作所に加入する過程は、揺れる三木を叱咤激励する妻とのやり取りや結婚式の光景を交えて、同年12月30日に放送されたTBSのドキュメンタリー番組「プロ野球戦力外通告・クビを宣告された男達」で取り上げられた。

## 詳細情報

### 年度別投手成績
| 年 度     | 球 団     | 登 板 | 先 発 | 完 投 | 完 封 | 無 四 球 | 勝 利 | 敗 戦 | セ 丨 ブ | ホ 丨 ル ド | 勝 率 | 打 者 | 投 球 回 | 被 安 打 | 被 本 塁 打 | 与 四 球 | 敬 遠 | 与 死 球 | 奪 三 振 | 暴 投 | ボ 丨 ク | 失 点 | 自 責 点 | 防 御 率 | W H I P |
| --------- | --------- | ----- | ----- | ----- | ----- | -------- | ----- | ----- | -------- | ----------- | ----- | ----- | -------- | -------- | ----------- | -------- | ----- | -------- | -------- | ----- | -------- | ----- | -------- | -------- | ------- |
| 2005      | 巨人      | 4     | 0     | 0     | 0     | 0        | 0     | 0     | 0        | 0           | ----  | 25    | 4.0      | 7        | 0           | 6        | 0     | 1        | 3        | 0     | 0        | 5     | 5        | 11.25    | 3.25    |
| 2007      | 巨人      | 4     | 0     | 0     | 0     | 0        | 0     | 1     | 0        | 0           | .000  | 12    | 1.2      | 5        | 1           | 1        | 0     | 0        | 1        | 0     | 0        | 2     | 2        | 10.80    | 3.60    |
| 通算：2年 | 通算：2年 | 8     | 0     | 0     | 0     | 0        | 0     | 1     | 0        | 0           | .000  | 37    | 5.2      | 12       | 1           | 7        | 0     | 1        | 4        | 0     | 0        | 7     | 7        | 11.12    | 3.35    |

### 記録
- 初登板：2005年4月21日、対阪神タイガース6回戦（東京ドーム）、6回表に3番手で救援登板、2回4失点
- 初奪三振：同上、6回表に関本健太郎から空振り三振

### 背番号
- 41 （2005年 - 2006年）
- 57 （2007年）
- 105 （2008年）